# Cornelia toe Boecop
Cornelia toe Boecoop (Kampen, na 1551 – tussen 9 november 1630 en 7 maart 1634) was een Nederlandse kunstschilderes. Waarschijnlijk was ze leerling van haar moeder, Mechtelt toe Boecop. Haar zuster, Margaretha toe Boecop, was tevens kunstenares.
Voor 1601 was Cornelia gehuwd met Roderick van Harderwijk. Haar tweede huwelijk was met Gerrit toe Boecop, die een ver familielid van haar was. Uit geen van beide huwelijken zijn kinderen bekend.
Van Cornelia toe Boecop zijn slechts enkele schilderijen bekend. In de collectie van Stedelijk Museum Kampen zitten drie schilderijen van haar: De Kruisiging uit 1593, Portret van een vrouw en Portret van een man uit de Van der Vecht-van Zuilen van Nijevelt-familie uit 1595. Een vierde portret van Ott van Bronckhorst, 1606 gedateerd, is in 2019 of 2020 aangekocht door het Rijksmuseum.